# Январёв, Эмиль Израилевич
Эмиль Израилевич Январёв (настоящая фамилия Штемберг; 30 января 1931, Николаев, УССР, СССР — 5 октября 2005, Николаев, Украина) — советский и украинский поэт, педагог, журналист, общественный деятель.
Член Союза писателей Украины (с 1969 г.), почётный гражданин г. Николаева (1999), лауреат Всеукраинской премии имени Николая Ушакова (1999).

## Биография
Эмиль Январев родился в семье служащих. В детстве во время Второй мировой войны был в эвакуации в Узбекистане.
После окончания средней школы окончил филологический факультет Николаевского педагогического института (1952), Литературный институт имени А. М. Горького при Союзе писателей СССР (семинар Ярослава Смелякова, 1953).
Много лет работал преподавателем русского языка и литературы в школе рабочей молодежи № 5 (1952—1972). Потом находился на творческой работе. В частности, руководил литературным объединением Николаевского клуба медработников «Рефлектор» (1972—1991)
Первые стихи Эмиля Январёва были опубликованы в 1948 году. До 1952 года публиковался под собственной фамилией Штемберг, потом взял псевдоним. С 1955 года выходят его поэтические сборники, его активно публикуют известные альманахи и журналы. Он — автор 16 книг поэзии.
Один из создателей Николаевской областной организации Союза писателей Украины. Эмиль Январев активно поддерживал творческую молодежь, инициировал их вступление в организацию, инициировал серию издательских проектов. В частности, возрождено литературные журналы, подготовлено литературные антологии о Николаеве, напечатаны произведения известных местных авторов, организовано научные конференции, а также постоянные и весьма популярные встречи писателей с жителями города и области.
За сборник «Документ» (1997 г., издательство «Возможности Киммерии») поэту присуждена Всеукраинская литературная премия имени Николая Ушакова (1999).
В соавторстве с М. Владимовым написал драму «Это было в Николаеве» (1960), в соавторстве с Б. Аровым создал сценарии для документальных фильмов «До свидания, корабли», «Незримый пассажир».
С 1994 года Эмиль Январев был автором и ведущим телевизионной передачи о культуре и искусстве «Поле зрения» на Николаевском областном телевидении, а также рубрики «Журнальный столик» в городской газете «Вечерний Николаев».
В 1997 году удостоен звания «Горожанин года». В 1999 году на торжественном заседании Николаевского городского совета по случаю Дня города удостоен почетного звания «Почётный гражданин г. Николаева».
Умер Эмиль Январёв в 2005 году, похоронен на центральной аллее Николаевского городского кладбища.
Посмертно вышли сборники стихов Эмиля Январева «Подлинник», «Избранное», а также сборник публицистики «Журнальный столик».
4 сентября 2009 года на доме по адресу ул. Шевченко, 56, где в юности с родителями проживал поэт, состоялось открытие посвящённой ему мемориальной доски.

## Поэтические сборники
- «Переправа» (1967)
- «Настоящее время» (1971)
- «Действующие лица» (1972)
- «Открытый урок» (1975)
- «Корабельные баллады» (1977)
- «Школа взрослых» (1979)
- «Почерк» (1981)
- «Мера сил» (1984)
- «Эхо на площади» (1987)
- «Новый адрес» (1989)
- «Ольвийский причал» (1991)
- «Документ» (1997)
- «Стихи мои младше меня» (2000)
- «Стечение обстоятельств» (2001)
- «Подлинник» (2006)
- «Избранное» (2009)

## Проза
- «Журнальный столик» (2010)

## Семья
Жена — Людмила Павловна Костюк, журналист.
Дети — Павел Эмильевич Январёв, Юнна Эмильевна Зиньковская (Январёва).

## Публикации о Январёве
- Высокая премия — Эмилю Январеву // Вечерний Николаев. — 1999. — 26 июня. — С. 1.
- Ежелов Г. Молодые стихи старого друга // Вечерний Николаев. — 2000. — 1 февр. — С. 3
- Ежелов Г. Слова надежды, веры и любви // Вечерний Николаев. — 2001. — 13 марта. -С. 3.
- Єжелов Г. Всього 45 років… // Літературна Україна. — 1999. — 9 верес.
- Коллар В. «Документ» Эмиля Январева // Время вперед. — 1998. — 9 июля. -С. 2
- Коллар В. «Я ещё стихи слагаю» // Южная правда. — 2001. — 20 янв. -С. 3.
- Кремінь Д. Молодість патріарха // Радянське Прибужжя. −1997. — 14 серп.
- Кремінь Д. Поле бою — не для мародерів // Радянське Прибужжя. — 1999. — 4 груд. -С. 4.
- Креминь Д. Последний рапсод империи // Николаевские новости. — 1996. — 25 янв.